# سیمیونوفکا، ارمنستان
سیمیونوفکا (به ارمنی: Սեմյոնովկա) یک شهر در ارمنستان است که در استان گغارکونیک واقع شده‌است.  در  کیلومتری شمال گاوار، مرکز استان گغارکونیک واقع شده است.

## خصوصیات
سیمیونوفکا ۲۹۱ نفر جمعیت دارد و در ارتفاع  متر بالاتر از سطح دریا قرار گرفته است.